# Петрянов-Соколов, Игорь Васильевич
И́горь Васи́льевич Петря́нов-Соколо́в (5 [18] июня 1907, село Большая Якшень, Нижегородская губерния, Российская империя — 19 мая 1996, Москва, Россия) — советский и российский физико-химик, академик АН СССР (1966). Герой Социалистического Труда (1971).

## Биография
Родился 5 (18) июня 1907 года в крестьянской семье в селе Большая Якшень Нижегородской губернии (ныне Бутурлинский район, Нижегородская область).
В Большой Якшени и в соседних сёлах было много семей с фамилией Петряновы. Чтобы отличаться от однофамильцев, придумывали клички. Отец будущего академика любил соколиную охоту, поэтому добавил к фамилии «Соколов».
Отец — Василий Михайлович Петрянов отправился на заработки в Москву, начинал свою жизнь в столице ломовым извозчиком, после революции работал в Совете. Мать — Пелагея Матвеевна осталась в Якшени.
В 1925 году, после окончания на «отлично» средней школы, Игорь Петрянов-Соколов едет из Большой Якшени в столицу, поступает в МГУ на химический факультет. Свою первую научную статью Игорь Васильевич написал студентом, в этот же период (1929 год) его принимают на работу в НИФХИ имени Л. Я. Карпова в качестве младшего научного сотрудника. В этом институте он проработал всю жизнь (60 лет).
В 1939 году Игорю Васильевичу было присвоено звание старшего научного сотрудника. В декабре 1940 года в возрасте 33 лет Петрянов-Соколов защитил докторскую диссертацию. В звании профессора был утверждён 22 июня 1941 года.
В период Великой Отечественной войны институт эвакуировали на Северный Урал. Игорь Васильевич руководил строительством и пуском промышленных объектов, на которых производились оборонные средства, разработанные в его лаборатории. Петрянов-Соколов стал также лауреатом Сталинской премии (1941). Первый орден Ленина был получен в 1943 году.
С 1945 года Игорь Васильевич участвует в подготовке атомного проекта. В это время и на долгие годы устанавливаются его научные и личные связи с И. В. Курчатовым, Ю. Б. Харитоном, Г. Н. Флёровым.
Научные интересы Петрянова-Соколова лежали в основном в области аэрозолей с жидкой дисперсной фазой — туманов; им разработаны новые методы их исследования, изучено возникновение в них зарядов и влияние зарядов на их устойчивость. Главной задачей учёный считал защиту атмосферы, окружающей среды от вредных примесей в воздухе. Его научные разработки легли в основу системы эффективной защиты от радиоактивной опасности персонала предприятий, перерабатывающих ядерное топливо. Были предложены зональная и стерегущая системы защиты помещений, позднее — высокоэффективные фильтры и средства защиты органов дыхания — разработанные учёным сверхтонкие волокнистые материалы известны в мире как фильтры Петрянова (или HEPA) — сокращённо «ФП». Они нашли широкое применение почти во всех отраслях народного хозяйства — в атомной энергетике, в космосе, на заводах, связанных с вредным производством.
Много работал с З. В. Ершовой из ВНИИНМ им. академика А. А. Бочвара — одной из создательниц советской химии радиоэлементов и относил себя к её ученикам.
После войны наряду с научной работой руководил выпуском научно-популярной литературы Академии наук СССР, являлся главным редактором журнала «Химия и жизнь», главным редактором библиотечки Детской энциклопедии «Учёные — школьнику» (издательство «Педагогика»), редактировал «Детскую советскую энциклопедию». Поездки по стране чередовались с поездками за границу. С 1947 года читал курс лекций в МХТИ им. Д. И. Менделеева, организовав на инженерно-химическом факультете специальную кафедру.
В 1953 году избран членом-корреспондентом, а в 1966 — действительным членом (академиком) Академии наук СССР. В этом же году стпл лауреатом Ленинской премии. Много времени уделял подготовке научных кадров. Его ученики становились кандидатами и докторами наук. Они трудятся руководителями многих лабораторий и научных учреждений России. За успешную подготовку научных кадров был награждён премией и медалью Ушинского.
Учёный-практик, Петрянов-Соколов связывал научный процесс с производством. На заводе по выпуску сверхтонкого волокна у его команды был собственный экспериментальный конвейер, на котором проводились сотни испытаний, отрабатывались новые виды продукции, наиболее производительные режимы. Всё это передавалось на основные конвейеры.
Много времени и сил отдавал проблемам сохранения историко-культурного достояния и природы России. Он является одним из основателей: Всероссийского общества охраны памятников; Всесоюзного общества книголюбов; журнала «Памятники Отечества». Заместитель председателя редколлегии серии «Академические чтения» АН СССР (издательство «Наука»), член редколлегий газеты «Голос Родины» и журнала «Отчизна».
Хорошо разбирался в религиозных вопросах.
Автор многих книг и статей по вопросам охраны окружающей среды и различным разделам общей химии, адресованных широкой аудитории. Заметную роль Петрянов-Соколов сыграл в противодействии гиперпроекту Поворот северных рек. Выступал против расточительного опустошения недр, при котором полезных ископаемых добывают больше, чем удаётся пустить в дело.
Принимал активное участие в общественной жизни. Неоднократно избирался депутатом районного Совета Москвы. Академик АН СССР (с 1966 года), академик РАН (с 1991 года). Главный редактор журнала «Химия и жизнь», «Коллоидного журнала».
Был членом жюри интеллектуальной телеигры «Что? Где? Когда?», вручал приз телезрителям за лучший вопрос.
Скончался 19 мая 1996 года. Похоронен в Москве на новом Донском кладбище. В память его установлена мемориальная доска на здании Научно-исследовательского физико-химического института им. Л. Я. Карпова.

Могила И. В. Петрянова-Соколова на Новом Донском кладбище в Москве

## Открытия и изобретения
- «ФП» — синтетический материал с уникальными защитными свойствами, которому было присвоено его имя — фильтр Петрянова.
- «Ланк» — высокоэффективные фильтры большой производительности, на которых очищаются во всех отраслях промышленности газовоздушные выбросы.
- «АФА» — аналитические фильтры, которые позволяют вести повседневный контроль загрязнённости воздушного пространства.
- Многочисленные оригинальные технологические процессы получения новых волокнистых фильтрующих материалов (в настоящее время это самостоятельная отрасль промышленности).
- Система воздушной безопасности в атомной промышленности.
- Идея создания безотходных технологий.

Всего И. В. Петряновым-Соколовым совместно с другими сотрудниками НИИ им. Карпова, проведено свыше 500 научно-исследовательских работ и сделано около 100 изобретений.

## Труды
- Фукс Н., Петрянов И. Определение размера и заряда частиц в туманах // Журнал физической химии. — 1933. — Т. 4. — № 5. — С. 567—572.
- Петрянов И. В., Туницкий Н. Н. Об образовании аэрозолей при конденсации пересыщенных паров // Журнал физической химии. — 1939. — Т. 13. — № 8. — С. 1131—1340;
- Петрянов И. В.‚ Розенблюм Н. Д. О краевых углах малых капель // Доклады АН СССР. — 1948. — Т. 61. — № 4. — С. 661—664.
- Для жатвы народной. — М.: Советская Россия, 1983. — 268 с. — 50 000 экз. (совм. с В. И. Рич).

## Награды
- Герой Социалистического Труда (1971)
- три ордена Ленина (1943, 1966, 1971)
- орден Октябрьской революции (1975)
- два ордена Трудового Красного Знамени (1952, 1954)
- орден Дружбы народов (1987)
- орден «Знак Почёта» (1954)
- медаль К. Д. Ушинского
- Сталинская премия III степени (14 марта 1941) — за разработку нового метода получения волокнистых материалов
- Золотая медаль имени С. И. Вавилова
- четыре медали ВДНХ
- Почётный знак ООН — «Глобаль-500»

## Звания
- Почётный химик СССР
- Ленинская премия (1966).
- Сталинская премия третьей степени (1941) — за разработку нового метода получения волокнистых материалов
- премия ЮНЕСКО — премии Калинги (1984 год, присуждается за достижения в популяризации научных знаний перед широкой аудиторией.
- премия К. Д. Ушинского.